# コ・ギョンピョ
コ・ギョンピョ（고경표、1990年6月11日 - ）は、韓国の俳優。

## プロフィール
仁川生まれ。仁川南高等学校、建国大学校映画科を卒業した。身長185 cm, 体重71 kg.

## 出演作品

### テレビドラマ
- ジャングルフィッシュ2（2010年、KBS） - ポン・イルテ役
- 愛を信じます（2011年、KBS） - クォン・ピルヨン役
- プロポーズ大作戦〜Mission to Love[2]（2012年、TV朝鮮） - ソン・チャヌク役
- スタンバイ 스탠바이（2012年、MBC） - キム・ギョンピョ役
- 神のクイズ シーズン3（2012年、OCN） - ソ・インガク役
- となりの美男＜イケメン＞（2013年、tvN） - ユ・ドンフン役
- ジャガイモ星2013QR3（朝鮮語版）（2013年-2014年、tvN） - ノ・ミンヒョク役
- 神のクイズ シーズン4（2014年、OCN） - ソ・インガク役
- のだめカンタービレ～ネイル カンタービレ[3]（2014年、KBS） - ユ・イルラク役
- 幸せのレシピ~愛言葉はメンドロントット（2015年、MBC） - イ・ジョンミン役
- 恋のスケッチ〜応答せよ1988〜 응답하라 1988（2015年-2016年、tvN） - ソン・ソヌ役
- 嫉妬の化身〜恋の嵐は接近中〜 질투의 화신（2016年、SBS） - コ・ジョンウォン役
- シカゴ・タイプライター 시카고타자기 （2017年、tvN） - ユ・ジノ（シン・ユル）役
- 最強配達人～夢みるカップル～ 최간배달꾼（2017年、KBS） - チェ・ガンス役
- クロス 크로스（2018年、tvN） - カン・インギュ役
- プライバシー戦争 사생활（2020年、JTBC） - イ・ジョンファン役
- 九尾の狐とキケンな同居（2021年、tvN）特別出演 - 山神役
- 月水金火木土 월수금화목토（2022年、tvN） - チョン・ジホ役
- コネクト 커넥트（2022年、Disney+） - オ・ジンソプ役[4]

### ウェブドラマ
- 会社を辞める最高の瞬間（2017年） - ミヌ役

### 映画
- ジャングルフィッシュ2  크로스（2010年）
- ミリオネア・オン・ザ・ラン（朝鮮語版）（2012年）
- ホラー・ストーリーズ2 무서운 이야기2（2013年）
- 青春鼎談（朝鮮語版）（2013年）
- ハイヒールの男（2014年）
- バトル・オーシャン 海上決戦（2014年）
- ワーキング・ガール 워킹걸（2015年）
- コインロッカーの女 차이나타운（2015年） - チド役
- 背徳の王宮（朝鮮語版）（2015年）
- 7年の夜（朝鮮語版）（2018年）
- 6/45 육사오（2022年）
- ソウル・バイブス 서울대작전（2022年）
- 別れる決心 헤어질 결심（2022年） - オ・スワン役

### テレビ番組
- 愉快なニコルの獣医学概論（朝鮮語版）（2009年）
- SNLコリア（朝鮮語版）（2011年 - 2012年）
- 花より青春（朝鮮語版） アフリカ編（2016年）
- 短編映画制作バラエティ「全体観覧可+：ショートバスター」（2022年）

## 受賞歴
- 2016年 SBS演技大賞 ニュースター賞